# РИАС
Радио в американском секторе (Rundfunk im amerikanischen Sektor, RIAS, РИАС) — подразделение Информационного агентства США в 1946-1991 гг. осуществлявшее теле- и радиовещание в Западном Берлине. 

## Телеканалы и радиостанции

### Телеканалы
- RIAS TV - вещание по нему велось организацией с 1988 до 1 апреля 1992 года

Был доступен в Берлине и большей части округов Потсдам и Франкфурт на общей частоте с Sat 1

### Радиостанции
- RIAS 1 - вещание по ней велось с момента создания организации, с 1992 года на её СВ-частоте стала вещать Deutschlandfunk
- RIAS 2 - вещание по ней велось с 1953 до 1 июня 1992 года, FM-частота была передана частной радиокомпании на которой та стала вещать радиоканал 94,3 rs2

Были доступны:
- В Берлине и его пригородах через аналоговый FM
- В Центральной Европе через аналоговый AM через передатчик Берлин-Бриц (Sender Berlin-Britz)

## Производственные структуры
- Камерный хор РИАС (RIAS Kammerchor)
- Камерный оркестр РИАС (RIAS Kammerorchester)
- Симфонический оркестр РИАС (RIAS-Symphonie-Orchester)
- Танцевальный оркестр РИАС (RIAS Tanzorchester)
- Биг Бэнд РИАС (RIAS Big Band)